# Linghai
Linghai (凌海 ; pinyin : Línghǎi) est une ville de la province du Liaoning en Chine. C'est une ville-district placée sous la juridiction administrative de la ville-préfecture de Jinzhou.

## Démographie
La population du district était de 618 578 habitants en 1999.